# 小提琴协奏曲 (贝尔格)
阿尔班·贝尔格的小提琴协奏曲创作于1935年，献词为“纪念一位天使”（德語：Dem Andenken eines Engels）。这首小提琴协奏曲和歌剧《沃采克》同属贝尔格最有代表性的作品。

## 历史

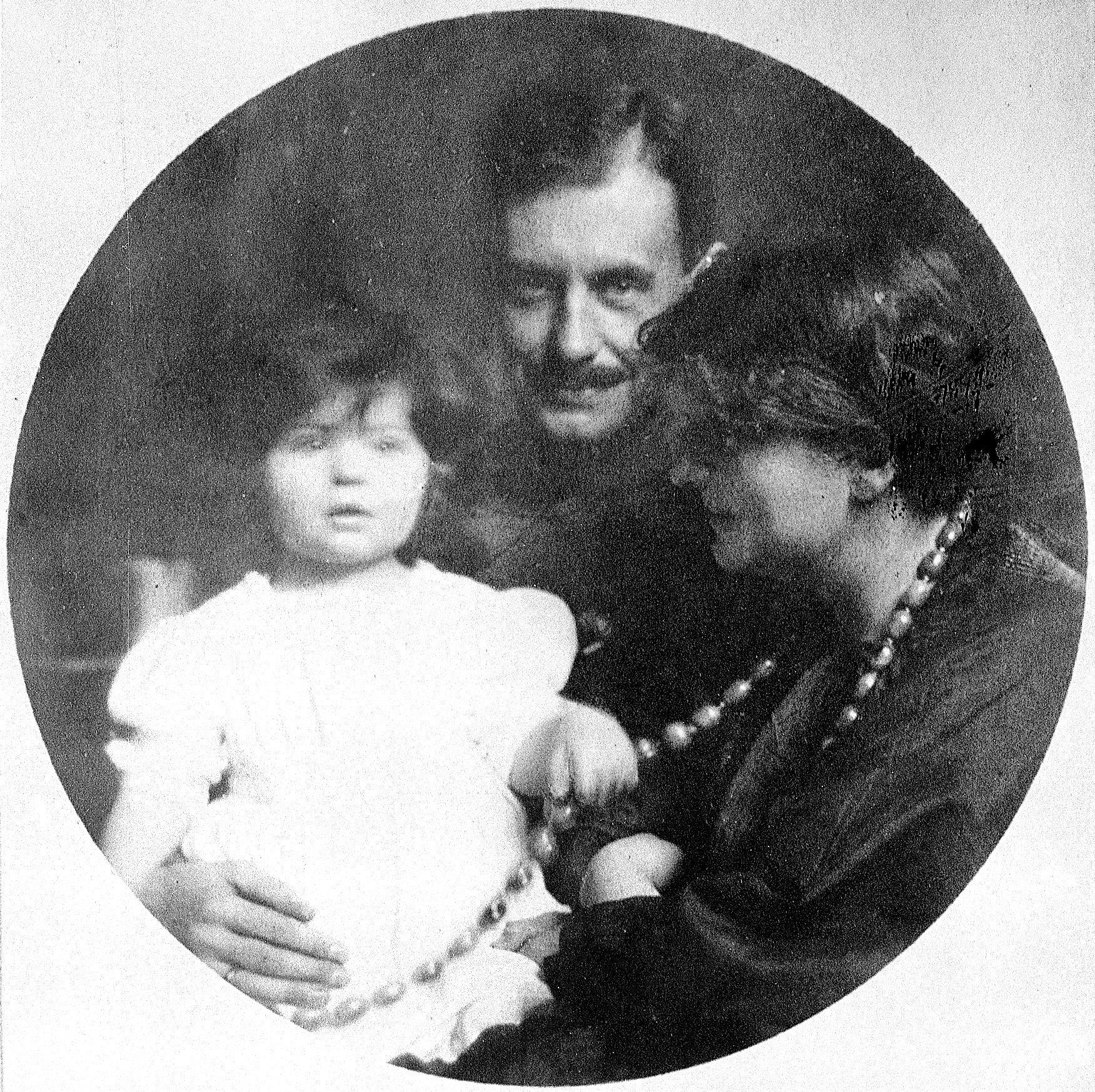
沃尔特·格罗皮乌斯，女儿曼侬·格罗皮乌斯以及配偶阿尔玛·马勒

1935年2月，美国小提琴家路易斯·克拉斯纳委托贝尔格，希望作曲家能够创作一首小提琴协奏曲。当时，贝尔格正在为自己的歌剧《露露》紧张地忙碌着，而且作为先锋主义作曲家，贝尔格起初对协奏曲的具体形式犹豫不决，所以贝尔格对这项委托的积极性一直不高。直到同年四月底，一则悲伤的消息深深地撼动了他，德国建筑大师瓦尔特·格罗皮乌斯与女音乐家阿尔玛·马勒（作曲家古斯塔夫·马勒的前妻）18岁的女儿曼侬·格罗皮乌斯因罹患小儿麻痹症不治去世，贝尔格决定将这首小提琴协奏曲作为悼念这个逝去的年轻生命的纪念碑，在作品的序言中，贝尔格写到：“把一个年轻女孩的天性转化为音乐”（Wesenszüge des jungen Mädchens in musikalische Charaktere umzusetzen）。
1935年7月23日，作品的分谱创作完成。8月11日，全曲总谱完成。这部作品是贝尔格最后一部完整的音乐作品，四个月后，作曲家本人也因蚊虫叮咬感染引发败血症而辞世。1936年4月19日，这部作品在巴塞罗那加泰罗尼亚音乐宫的音乐节上，由小提琴家克拉斯纳与指挥家赫尔曼·舍尔兴合作首演。

## 分析

### 配器
- 独奏小提琴

| - 木管 - 長笛：2（同時兼任短笛） - 雙簧管：2（一人兼任英國管） - 單簧管：2 - 低音单簧管 - 大管：2 - 低音大管 - 中音萨克管（兼任第三單簧管） | - 銅管 - 圆号：4 - 小号：2 - 长号：2 - 大号 | - 定音鼓 - 擊樂 | - 竖琴 - 弦樂器 |

依照工具書《管弦樂作品手冊》指示，上述之配器可簡記為"*2 *2 *4 *3—4 2 2 1—tmp+2—hp—str"。

### 結構
这部协奏曲由两个乐章组成，每个乐章再根据不同的速度再次细分，意图按照安魂曲的形式创作。
全曲演奏约需25分钟。
第一乐章
（行板-快板） 是对曼侬短暂一生的刻绘，一个朴实无华的克恩顿民歌暗示着曼侬在克恩顿州成长的童年，这也是贝尔格和曼侬第一次相遇的地方。这一乐章是贝尔格为曼侬创作的“音乐肖像”。音乐是可爱而温柔的，在快板部分体现出女孩积极明朗的乐观性格，在这部分他还借鉴引用了维也纳圆舞曲的创作风格。
第二乐章
（快板，但总是自由节奏的，自由如华彩-柔板） 是一个关于死与净化的乐章。这种情绪由于乐章结尾所引用的巴赫康塔塔《啊，永恒，雷鸣的话语》（BWV 60）中的众赞歌《我心满足》（Es ist genug）得到强化与升华。
这部作品基于十二音体系，由g小调、D大调、a小调、E大调的三和弦穿插，并连接一个不完整的全音音阶，封装成一个十二音序列。这些三和弦的主音以纯五度关系行进，整个序列的最后四个音恰好与巴赫康塔塔唱段《我心满足》（Es ist genug）前四个音一致。序列的上行可以被理解为“通往天堂的阶梯”之意，意图展示死后的永生之路，神秘主义色彩浓重。